# Slow It Down
"Slow It Down" é uma canção da cantora alemã Kim Petras, lançada em 10 de novembro de 2017. A canção faz parte do projeto não oficial da artista, Era 1.
Na música, Kim fala sobre ter sentimentos por alguém e se sentir confusa porque ela quer ir devagar, mas ao mesmo tempo dar tudo a essa pessoa.
A música foi incluída na trilha sonora do filme The Unicorn (2018).